# Франко Форини
Франко Форини (на немски: Franco Forini) е бивш пилот от Формула 1. Роден на 22 септември 1958 година в Муралто, Швейцария.

## Формула 1
Франко Форини прави своя дебют във Формула 1 в Голямата награда на Италия през 1987 година. В световния шампионат записва 3 състезания като не успява да спечели точки. Състезава се за отбора на Осела.